# CPAN
CPAN es el acrónimo de Comprehensive Perl Archive Network. Es un enorme archivo de software escrito en Perl, así como de documentación sobre el mismo. Tiene presencia en la Web a través de su sitio www.cpan.org y sus 267 espejos distribuidos por todo el mundo.
Actualmente hay más de 119 118 módulos empaquetados en más de 27 018 paquetes, aportados por más de 10 467 autores.
Se dispone de módulos para una amplia variedad de tareas, incluyendo matemáticas avanzadas, conectividad de bases de datos y conexión de redes. Esencialmente, todo lo que hay en CPAN está disponible de forma libre; La mayor parte del software está licenciado bajo la Licencia Artística, la GPL o ambas. Cualquiera puede subir software a CPAN vía PAUSE, el Perl Authors Upload Server (servidor de subidas de autores Perl).
Los módulos en CPAN pueden ser descargados e instalados a mano. Sin embargo, es muy común que los módulos dependan de otros módulos y seguir las dependencias a mano puede ser tedioso. Tanto el módulo CPAN.pm (incluido en la distribución Perl) como el módulo mejorado CPANPLUS ofrecen instaladores en línea de comandos que entienden las dependencias; pueden configurarse para descargar automáticamente e instalar un módulo y, recursivamente, todos los módulos de los que dependa.
Por ejemplo, para instalar el módulo Games::Nintendo::Mario sólo es necesario escribir
```
   cpan Games::Nintendo::Mario
```

Para entrar en el entorno se debe escribir  
```
   perl -MCPAN -e shell
```

Los usuarios que no tengan compilador C están limitados a los módulos escritos en puro Perl, cuando los descarguen desde CPAN. ActiveState, una empresa que comercialmente da soporte a Perl en Windows, ofrece paquetes de módulos Perl precompilados, llamados PPM, para usarlos con su ActivePerl. Algunos módulos ya preparados están disponibles como parte de la distribución MacPerl para los Mac Classic. Usuarios en otros sistemas operativos a menudo dependen de paquetes binarios ofrecidos por vendedores de sistemas operativos. Debido a la licencia, la disponibilidad de bibliotecas de terceras partes, la carencia de portabilidad y otras cuestiones, no todos los módulos de CPAN están disponibles como paquetes preparados.
En 2006, se inició un esfuerzo para tener una distribución Perl en Windows junto con un compilador, para que fuera redundante la necesidad de tener los paquetes en forma binaria. Algunos primeros resultados de esto son las distribuciones del macro-instalador CamelPack y la de Vanilla Perl.